# 文鳥 (小説)
「文鳥」は夏目漱石の小説である。1908年（明治41年）6月13日から21日に、『大阪朝日新聞』に掲載され、『ホトトギス』の明治41年10月号に転載された。1910年（明治43年）5月、「夢十夜」「永日小品」「満韓ところどころ」とともに春陽堂刊の『四篇』に収められ、出版された。

## あらすじ
三重吉に勧められて、文鳥を飼うことにした主人公が最初は世話をし、文鳥の姿に様々な感慨を抱くが、小説を書くのに忙しくなって、世話を怠るようになると、「家人（うちのもの）」がかわりに世話をするようになった。主人公が気のすすまない用事で2日ほど文鳥をかまわなかった時、文鳥は死んでしまう。主人公は家政婦を呼ぶと、書斎の座布団の上に置いた文鳥の亡骸を持って目の前に放り出し、「餌をやらないから、とうとう死んでしまった」と言いながら彼女を睨みつけたが、相手はうつむいて黙ったままだった。主人公は机の方へ向き直ると三重吉へ端書を書いた。「家人（うちのもの）が餌をやらないものだから、文鳥はとうとう死んでしまった。たのみもせぬものを籠へ入れて、しかも餌をやる義務さえ尽くさないのは残酷の至りだ」という文面だった。三重吉からは文鳥は可愛想な事を致しましたとあるばかりで家人が悪いとも残酷だとも書いてない返事がきただけだった。

## 内容について
「美しいものの死」を描いた作品とされ、文鳥の姿から主人公が連想した、
という記述がしばしば取り上げられる。
漱石の養父、塩原昌之助の後妻の連れ子で、漱石と家族として暮らした日根野れんが病没した10日後に『文鳥』の連載が始められた。『文鳥』は、れんの追悼の小説ともされる。漱石が18歳の時に嫁いだ日根野れんは『道草』の御縫さんのモデルでもある。